# We Are the Void
We Are the Void är det nionde studioalbumet av melodisk death metal-bandet Dark Tranquillity från Göteborg. Albumet gavs ut 24 februari 2010.
Den första låten från albumet, Dream Oblivion, publicerades på bandets Myspace 17 december 2009.
Den 10 februari 2010 publicerades låten Shadow in Our Blood med en video på Myspace och Youtube och hela albumet gjordes tillgängligt på Myspace från 19 februari och en vecka framåt. Den fysiska utgivningen skedde 24 februari 2010.

## Låtlista
1. "Shadow in Our Blood" - 3:46
2. "Dream Oblivion" – 3:50
3. "The Fatalist" - 4:33
4. "In My Absence" - 4:46
5. "The Grandest Accusation" - 4:55
6. "At the Point of Ignition" - 3:53
7. "Her Silent Language" - 3:33
8. "Arkhangelsk" - 3:56
9. "I Am the Void" - 3:59
10. "Surface the Infinite" - 3:50
11. "Iridium" - 6:43

### Bonusspår
- "Star of Nothingness"
- "To where Fires cannot Feed "

## Banduppsättning
- Mikael Stanne - sång
- Martin Henriksson - gitarr
- Niklas Sundin - gitarr
- Daniel Antonsson - bas
- Anders Jivarp - trummor
- Martin Brändström - keyboard